# Ranunculus polyanthemoides
Ranunculus polyanthemoides är en ranunkelväxtart som beskrevs av Alexandre Boreau. Ranunculus polyanthemoides ingår i släktet ranunkler, och familjen ranunkelväxter. Inga underarter finns listade i Catalogue of Life.

## Bildgalleri

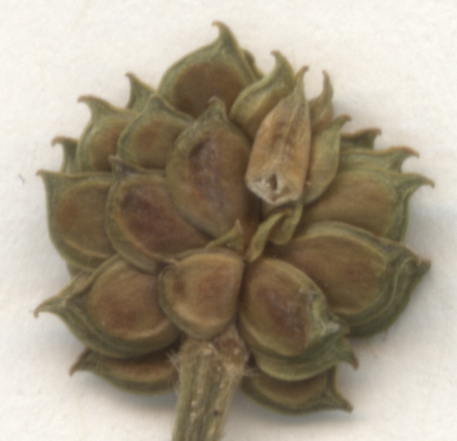